# بلاج بوزيتش
بلاج بوزيتش (بالسلوفينية: Blaž Božič)‏ هو لاعب كرة قدم سلوفيني في مركز الوسط، ولد في 23 أكتوبر 1990 في ليوبليانا في سلوفينيا. شارك مع منتخب سلوفينيا تحت 19 سنة لكرة القدم ومنتخب سلوفينيا تحت 21 سنة لكرة القدم. أما مع النوادي، فقد لعب مع نادي أولمبيا ليوبليانا.

## وصلات خارجية
- بلاج بوزيتش على موقع الاتحاد الدولي (مؤرشف)  (الإنجليزية)
- بلاج بوزيتش على موقع قاعدة بيانات كرة القدم.إي يو (الإنجليزية)
- بلاج بوزيتش على موقع Soccerway.com (الإنجليزية)
- بلاج بوزيتش على موقع عالم كرة القدم.نت (الإنجليزية)